# 自動順槳

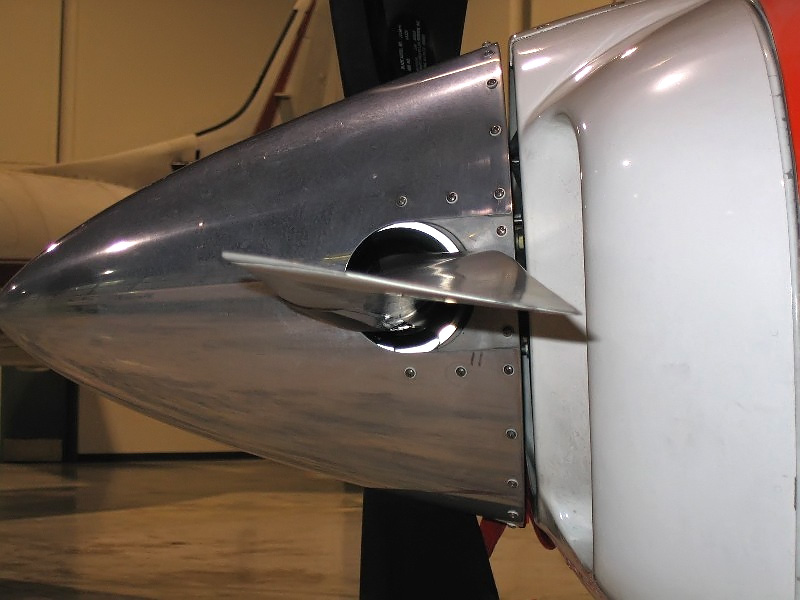
一片在順槳位置的螺旋槳槳葉

自動順槳（英語：Autofeather），指使用螺旋槳推進之飛機於發動機故障時，將螺旋槳槳葉調成與空氣流動方向平行的位置以減少阻力之行為。

## 附註
1. ↑  . 國家教育研究院雙語詞彙、學術名詞暨辭書資訊網.   [2021-06-27]. （原始内容存档于2021-07-01）.